# Perotis chloranus
Perotis chloranus es una especie de escarabajo barrenador metálico del género Perotis, categorizada en la tribu Dicercini, de la subfamilia Chrysochroinae. Fue descrita científicamente por Laporte & Gory en 1836.

## Descripción
Mide 16,3 milímetros de longitud.

## Distribución
Se distribuye por Siria, en Damasco.